# Производная Лагранжа
Производная Лагранжа, также известная как субстанциональная производная или материальная производная, — это производная, взятая в зависимости от системы координат, движущейся со скоростью u и часто используемая в гидроаэромеханике и классической механике. Она определена как от скалярной функции {\displaystyle \phi ({\vec {r}},t)} координат и времени, так и от векторной {\displaystyle {\vec {v}}({\vec {r}},t)}:
{\displaystyle {\frac {D\phi }{Dt}}={\frac {\partial \phi }{\partial t}}+(\mathbf {u} \cdot \nabla )\phi }
{\displaystyle {\frac {D\mathbf {v} }{Dt}}={\frac {\partial \mathbf {v} }{\partial t}}+(\mathbf {u} \cdot \nabla )\mathbf {v} }
где {\displaystyle \nabla } — это оператор набла, а {\displaystyle {\frac {\partial }{\partial t}}} обозначает частную производную по t. Второе слагаемое есть конвективная производная данной функции.
Верно следующее тождество, когда берётся производная Лагранжа от интеграла:
{\displaystyle {\frac {D}{Dt}}\int \limits _{V(t)}f(\mathbf {x} )\,dV=\int \limits _{V(t)}\left({\frac {\partial f}{\partial t}}+\nabla \cdot (f\mathbf {u} )\right)\,dV=\int \limits _{V(t)}\left({\frac {Df}{Dt}}+f(\nabla \cdot \mathbf {u} )\right)\,dV}

## Доказательство
Доказательство через правило дифференцирования сложных функций для частных производных. В тензорной нотации (с соглашением суммирования Эйнштейна) можно записать:
{\displaystyle \left[{\frac {d\mathbf {B} }{dt}}\right]_{j}={\frac {d}{dt}}{\hat {B_{j}}}(t,x_{i}(t))={\frac {\partial B_{j}}{\partial t}}+{\frac {\partial B_{j}}{\partial x_{i}}}{\frac {\partial x_{i}}{\partial t}}={\frac {\partial B_{j}}{\partial t}}+{\frac {\partial x_{i}}{\partial t}}{\frac {\partial }{\partial x_{i}}}B_{j}={\frac {\partial B_{j}}{\partial t}}+\left[(\mathbf {u} \cdot \nabla )\mathbf {B} \right]_{j}}